# Национальная галерея Ямайки
Национальная художественная галерея Ямайки (англ. National Gallery of Jamaica, NGJ) — публичный художественный музей в городе Кингстон (Ямайка), основанный в 1974 году в торгово-культурном центре «Kingston Mall» в местной гавани; имеет филиал под названием «National Gallery West» в Монтего-Бей. В галерее хранятся работы как классических, так и современных ямайских художников — проводит временные выставки, включая экспозиции произведений современного мирового искусства; дополняет их образовательными программами.

## История и описание
В 1972 году на Ямайке был создан консультативный комитет по вопросу о создании государственного художественного музея; в него вошёл целый ряд местных авторов. 22 ноября 1974 года Национальная галерея Ямайки открылась в здании Девон-Хаус (Devon House) в Кингстоне; её первым руководителем стала Лиз Мильнер. Первоначальная музейная коллекция включала в себя 237 картин и рисунков, а также — 25 скульптур, которые были переданы из Института Ямайки (The Institute of Jamaica, IOJ), основанного в 1879 году. Морис Фаси был назначен первым председателем совета директоров NGJ — он занимал данный пост до 1977 года, когда его сменил Джон Максвелл. 2 декабря 1975 года у галереи появились первые официальные сотрудники.
19 июля 1976 года в галерее открылась первая крупная обзорная выставка, посвященная ямайскому искусству «Пять веков: искусство на Ямайке с момента открытия острова» (Five Centuries: Art in Jamaica since the Discovery); экспозицию курировал Дэвид Боксер. Первая Ежегодная национальная выставка (Annual National Exhibition) открылась 13 октября 1977 года — она заменила собой ежегодные выставки «All Island» и «Self-Taught Artist», которые проводились в Институте Ямайки. В 1978 году Боксер курировал экспозицию «Годы формирования» (The Formative Years: Art in Jamaica 1922—1940): 1922 год был выбран как дата прибытия на остров скульптора Эдны Мэнли (1900—1987), с работ которой началось современное ямайское искусство.
В 1982 году галерея переехала в здание Рой Вест Билдинг (Roy West Building), расположенное в центре Кингстона; одновременно, у галереи появилось первая постоянная экспозиция «Kapo: The Larry Wirth Collection». В следующем году галерея организовала передвижную выставку «Искусство на Ямайке» (Art in Jamaica: 1922 to 1982), которая была сначала показана в США, Канаде и Гаити, а в 1986 году была представлена и местной публике.
Сегодня галерея размещается в торговом и культурном центре «Kingston Mall», расположенном в городской гавани. В музейной коллекции хранятся, в основном, работы местных художников — включая Джона Данкли, Маллику «Капо» Рейнольдса, Мэнли, Баррингтона Уотсона, Альберта Артвелла, Эверальда Брауна, Сесила Боуга, Альберта Хуи, Карла Абрахамса и Осмонда Уотсона. Филиалом галереи является художественный центр «National Gallery West» в городе Монтего-Бей.